# .br
A .br Brazília internetes legfelső szintű tartomány kódja.